# Далбеговци
Далбеговци (мкд. Далбеговци) су насеље у Северној Македонији, у јужном делу државе. Далбеговци припадају општини Новаци.

## Географија
Насеље Далбеговци је смештено у јужном делу Северне Македоније. Од најближег већег града, Битоља, насеље је удаљено 18 km североисточно.
Далбеговци се налазе у средишњем делу Пелагоније, највеће висоравни Северне Македоније. Насељски атар је равничарски, док се даље ка истоку издиже Селечка планина. Западно од насеља протиче Црна река. Надморска висина насеља је приближно 580 метара.
Клима у насељу је континентална.

## Становништво
Далбеговци су према последњем попису из 2002. године имали 178 становника.
Претежно становништво по последњем попису су етнички Македонци (100%).
Већинска вероисповест је православље.